# شهرستان کیرکوفو
شهرستان کیرکوفو (به بلغاری: Kirkovo Municipality) یک شهرستان در بلغارستان است که در استان کرجالی واقع شده‌است. شهرستان کیرکوفو ۵۳۷٫۸۷ کیلومتر مربع مساحت و ۲۲٬۲۸۰ نفر جمعیت دارد.